# Zacke
Zakarias Lekberg, född 9 augusti 1983,  känd under artistnamnet Zacke, är en svensk rappare uppvuxen i Luleå.

## Biografi
Zacke började rappa när han var 15 år. Debutalbumet Visst är det Vackert från 2010 hyllades av kritikerkåren och tog hem priset som årets hiphop på Manifestgalan 2011. Zacke har även varit på USA-turnéer 2010 och 2011 tillsammans med Movits!. ”Mördar-Anders” Rensfeldt från Movits! har producerat Zackes tre album.
2013 släpptes hans andra album, Renhjärtat. Titeln refererar dels till hans hemtrakt Norrbotten och dels till ärligheten i musiken. Kritikerna gav fyror och albumet blev ett av de 100 mest spelade på Spotify under en viss tidsperiod.
2016 kom tredje albumet Fattigkussen, som handlar om de människor som normalt inte skildras och som är långt ifrån makten. Det togs väl emot av musikkritiker och fick två grammisnomineringar för årets textförfattare och Årets Hiphop/soul. 
Det fjärde albumet Pengar. Frihet. Zakaria Jamal. släpptes 30 oktober 2020. I samband med detta släpptes även en kortfilm. Albumet nominerades till Grammis och tilldelades SKAP´s textförfattarpris. Prisets motiverades med: "Hiphopens centrala frågor om klass och identitet lyfter Zacke ur ett norrbottniskt perspektiv. Med en sällsynt konstnärlighet och fingertoppskänsla för textförfattande är han en av den svenska rappens mest unika förmågor. En kulturbärare som satt Luleå på hiphopkartan." 
Zacke har tidigare bott i Stockholm, men är numera bosatt i sin födelseort. Han har en son som heter Levi. Hans mamma är svensk och hans pappa är från Marocko.

## Diskografi

### Album
- 2010 – Visst är det vackert
- 2013 – Renhjärtat
- 2016 – Fattigkussen
- 2020 – Pengar. Frihet. Zakaria Jamal.
- 2024 – Noir

### Singlar
- 2008 – "BS"
- 2009 – "Öppet idag"
- 2009 – "Förlorad generation"
- 2009 – "Spela mig på radion"
- 2010 – "1000-0 till idioterna"
- 2012 – "Mammas nya kille"
- 2012 – "Utomlands" (med Peter Morén)
- 2012 – "En skata flög"
- 2013 – "Minicall"
- 2013 – "Halvvägs" (med Movits!)
- 2016 – "Spy På Dom"
- 2016 – "Tala Fult" (med Movits! och Den Svenska Björnstammen)
- 2016 – "Ohojaja" (med Kevin Mukiri)
- 2017 – "Rondellen" (med Säkert!)
- 2020 – "Ge dom allt"[5][6][7][8]
- 2020 – "Solsidan"
- 2020 –  "100 mil" (tillsammans med Movits!)
- 2020 – "Kommer hem" (tillsammans med Parham)
- 2022 – "I ett case"
- 2023 – "Bottenviken"
- 2023 – "Malariaviken" (med Annika Norlin)